# Codó
Codó là một đô thị thuộc bang Maranhão, Brasil. Đô thị này có diện tích 4364,499 km², dân số năm 2007 là 109322 người, mật độ 25,05 người/km².